# Berestia
Berestia (ukr. Берестя) – wieś na Ukrainie, w obwodzie czerniowieckim, w rejonie czerniowieckim. Miejscowość etnicznie mołdawska.
W 2001 liczyła 836 mieszkańców, wśród których 60 wskazało jako ojczysty język ukraiński, 2 rosyjski, a 774 mołdawski.